# Dojban
Dojban (rum. Doibani I, ros. Дойбаны-1) – wieś o spornej przynależności państwowej (de iure Mołdawia, de facto Naddniestrze), w rejonie dubosarskim, u ujścia Trościańca do Jahorłyka.
W czasach Rzeczypospolitej wieś leżała w województwie bracławskim. Odpadła od Polski w wyniku II rozbioru.